# Religião na Roma Antiga

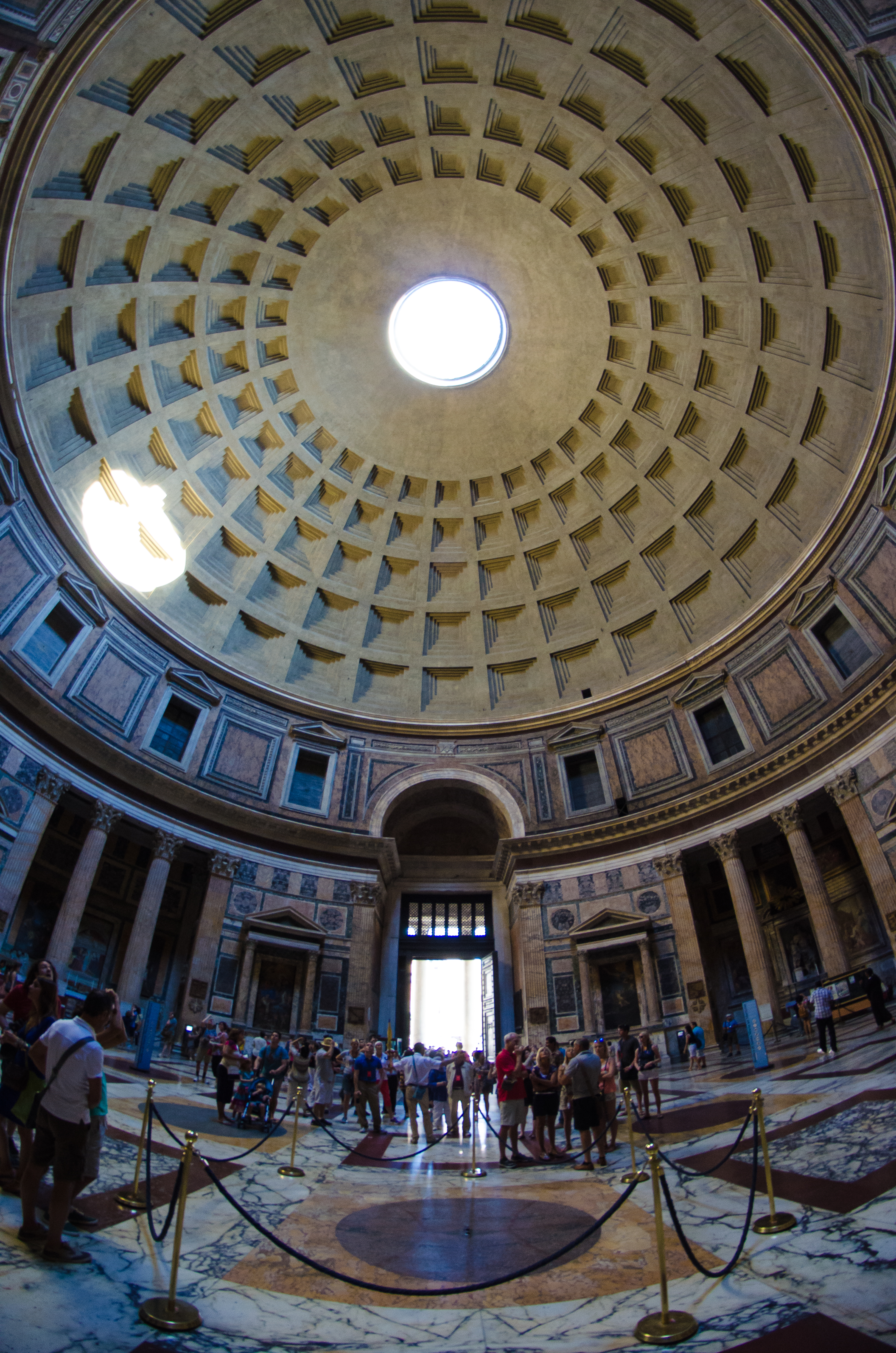
Interior do Panteão, templo de todos os deuses, em Roma (hoje transformado em igreja)

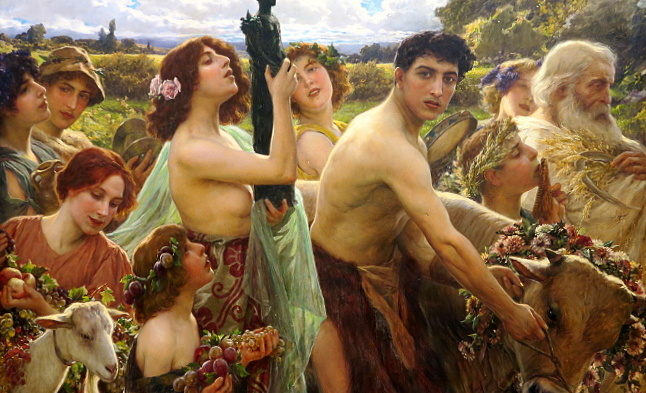
Ave natura, 1910 obra de Cesare Saccaggi que representa uma procissão romana a Ceres, deusa do trigo

A religião na Roma Antiga caracterizou-se pelo politeísmo, com elementos que combinaram influências de diversos cultos ao longo de sua história. Desse modo, em sua origem, crenças etruscas, gregas e orientais foram sendo incorporadas aos costumes já tradicionais de acordo com sua efetividade.
A ideia de efetividade de um ritual para agradar a um deus ou deuses é a ideia que permeia o cenário religioso da época. A noção de nossa sociedade de tradição judaico-cristã quanto à religião liga os rituais à fé, algo que não era levado em conta pelos romanos. Para eles os deuses simplesmente existiam, não havia necessidade de questionar esse fato.
Os deuses dos antigos romanos, à semelhança dos antigos gregos, eram antropomórficos, ou seja, eram representados com a forma humana e possuíam características como qualidades e defeitos de seres humanos.
O Estado romano propagava uma religião oficial que prestava culto aos grandes deuses, como, por exemplo, Júpiter, pai dos deuses; Marte, deus da guerra, ou Minerva, deusa da sabedoria e da justiça. Em honra desses deuses eram realizados festivais, jogos, sacrifícios e outras cerimônias. Posteriormente, diante da expansão militar que conduziu ao império, muitos deuses das regiões conquistadas também foram incorporados aos cultos romanos, assim como alguns deuses romanos foram incorporados às regiões conquistadas.
No âmbito privado, os cidadãos, por sua vez, tradicionalmente buscavam proteção nos espíritos domésticos, os chamados lares, e nos espíritos dos antepassados, os penates, aos quais rendiam culto dentro de casa.

## Pietas
Segundo os pesquisadores, a religião desempenhava um papel fundamental na definição da sociedade e nas relações de poder. Ao participar dos cultos, era garantida a pax deorum ("paz divina", em latim), a harmonia civil e a maior integração destas comunidades no império levando a uma maior integração de cultos relacionados ao poder imperial.
Dentro do caráter social da religiosidade romana, a importância que é estabelecida nas relações pessoais é expressa pelo termo latino pietas, literalmente traduzido como "piedade". Apesar de sua ligação com o verbo piare ("apaziguar", "apagar uma falta", "conjurar" um mau presságio), a pietas designava a observação escrupulosa dos rituais, mas também o respeito aos relacionamentos entre as pessoas no próprio âmbito social. Para um filho, a pietas consistia em obedecer ao pai, e ao mesmo tempo existia a pietas que os membros de um grupo deviam à cidade que pertenciam. Contudo, mais importante do que esses deveres era a pietas com relação aos deuses. As ideologias humanitárias dos séculos XVIII e século XIX tentaram retomar essa concepção; todavia, dessacralizaram a velha concepção da pietas romana. A pietas também era representada em moedas por objetos de culto ou como uma figura feminina realizando sacrifícios com um fogo. Ela tinha tal importância na vida cotidiana romana que possíveis falhas durante o ritual (daí a ideia de impiedade) eram uma questão permanente para cuidados.

## Sacrifício

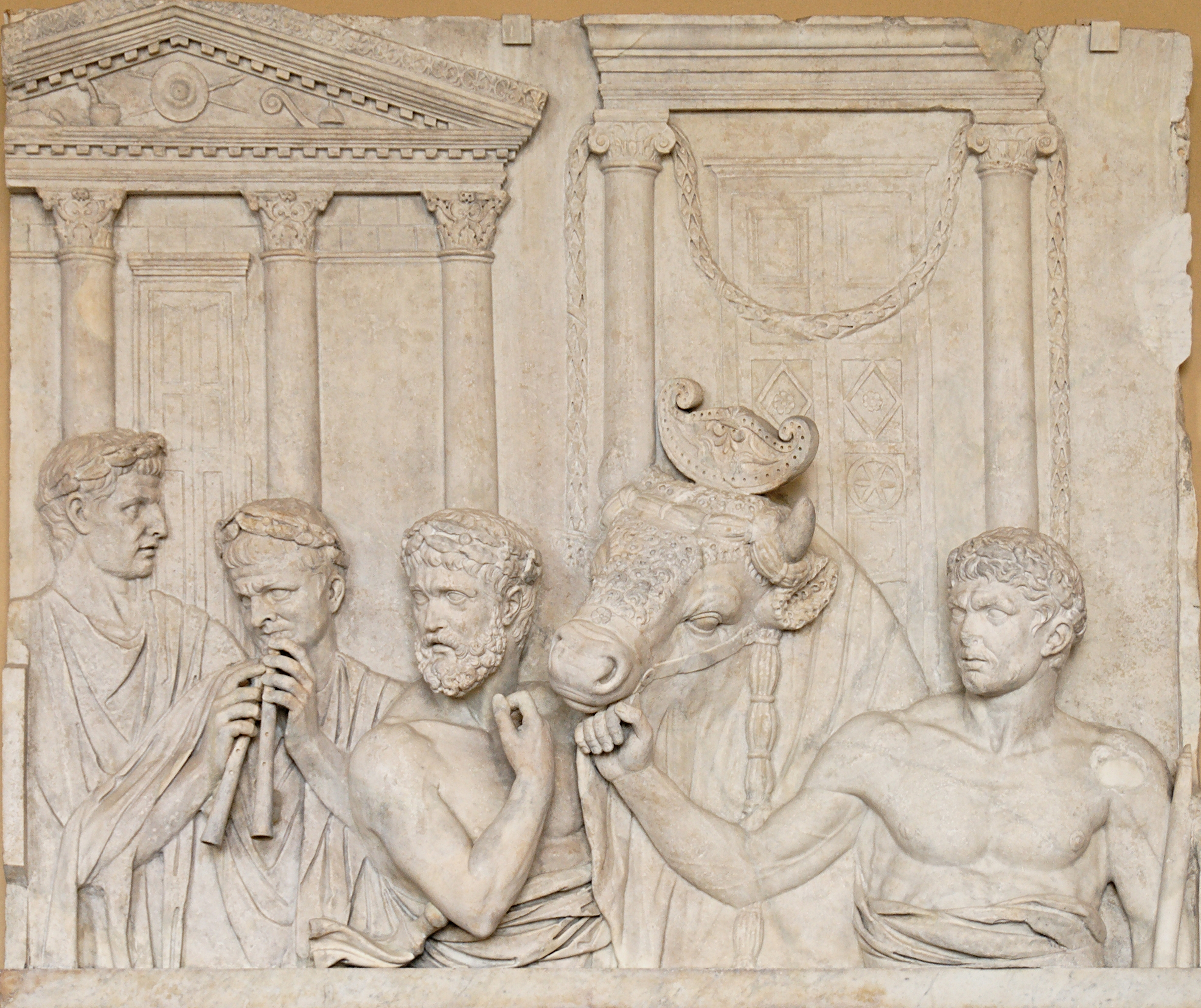
Sacrifício romano, relevo em mármore no Museu do Louvre

Tanto no culto público quanto no privado, o sacrifício consistia na oferenda de determinada matéria alimentar. Cereais, uva, vinho e principalmente vítimas animais. Efetuavam-se libações preliminares sobre o lar portátil (foculus), que representava o foculus do sacrificante, e situava-se em frente ao templo, ao lado do altar. A parte reservada aos deuses (fígado, pulmão, coração e alguns outros pedaços) era queimada sobre o altar. A carne era consumida pelo sacrificante e por seus companheiros no culto privado, e pelo corpo de sacerdotes nos sacrifícios celebrados em favor do Estado.

## A tríade capitolina
Ao contrário dos gregos, que desde cedo tinham organizado um panteão estruturado, os romanos apresentavam, no começo de sua época histórica, apenas um agrupamento hierárquico das divindades. A tríade arcaica era composta por Júpiter, Marte e Quirino, completada por Jano e Vesta. Na qualidade de deus dos "começos", Jano foi colocado no topo da lista, e Vesta, protetora da cidade, no fim. Júpiter é por excelência o deus soberano, celeste e fulgurante, regente da justiça e fiador da fecundidade. Marte representava entre todos os povos itálicos o deus guerreiro. Quirino é solidário da comunidade dos viri, a reunião do povo romano.
Quanto a Jano e Vesta, sua incorporação à tríade arcaica dá continuidade a uma tradição indo-europeia. Espacialmente, Jano encontra-se nos limiares das casas e nas portas. No ciclo temporal, é ele quem rege os começos do ano. O fechamento das portas do templo de Jano em Roma, ocorrido raras vezes, simbolizava que o império estava em paz. O nome de Vesta deriva de uma raiz indo-europeia que significa "queimar", pois o fogo perpétuo constitui o lar de Roma. Geralmente, os templos deveriam ser inaugurados e orientados segundo as quatro direções celestes (ter quatro cantos, ser quadricular), mas a casa da deusa Vesta não deveria ser inaugurada, visto que toda a força dela está sobre a terra, por isso seu santuário é circular: é uma aedes sacra, não um templum.
Aos poucos a religião foi se constituindo numa construção que mesclou a tradição procedente das épocas iniciais (componentes itálicos, indo-europeus, etruscos, gregos) com a capacidade de acolher as forças divinas dos “outros”, quer dizer, as comunidades conquistadas.
Sob a dominação etrusca, a velha tríade Júpiter, Marte e Quirino perde sua atualidade, sendo substituída pela tríade Júpiter, Juno e Minerva, instituída na época dos Tarquínios. Devido à influência etrusca e helena, as divindades eram representadas em estátuas antropomórficas e com atributos distintos. Júpiter Optimus Maximus, como passa a ser chamado, é apresentado aos romanos sob a imagem modificada do Zeus heleno, e seu templo era considerado o principal templo de Roma.
Juno era provavelmente considerada a mais importante das deusas romanas, mas também podia ser desconcertante. Seu nome latino, Juno, deriva de uma raiz que exprime "a força vital". Suas funções são múltiplas: rege a fecundidade das mulheres, mas também o começo dos meses. No Capitólio ela era Regina ("rainha"), título que refletia uma tradição de realeza sagrada.
Minerva á a padroeira das artes e dos artesãos. O nome é provavelmente itálico (derivado de "men", que designa toda e qualquer atividade do espírito). Os romanos a receberam por intermédio dos etruscos, mas já na Etrúria, Menrva (Minerva) representava uma adaptação de Palas Atena.
A tríade capitolina não prolongou nenhuma tradição romana. Júpiter era o único representante da herança indo-europeia. A associação entre Juno e Minerva foi obra dos etruscos. Para eles, a tríade divina também exercia um papel na hierarquia do panteão. Sabe-se, por exemplo, que ela presidia a fundação dos templos.

## Colégios sacerdotais

### Flâmines

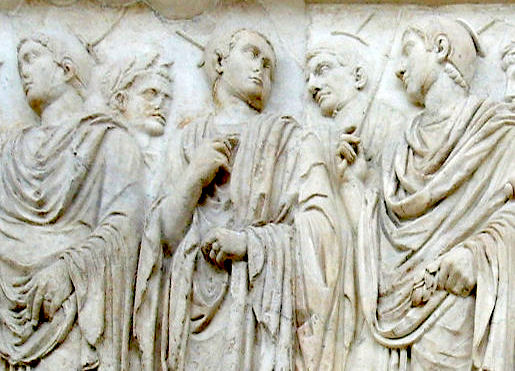
Relevo com os flâmines. Altar da Paz, em Roma

O culto público, sob o controle do Estado, era efetuado por certo número de oficiantes e confrarias religiosas - no entanto, esses cargos sacerdotais não eram separados das magistraturas regulares do Estado. Na época da monarquia romana, o rei ocupava o primeiro posto na hierarquia sacerdotal: ele era o rei das coisas sagradas (rex sacrorum). Depois do rei, vinham, na hierarquia sacerdotal, os 15 flâmines. Em primeiro lugar, os três flâmines maiores: os de Júpiter (Flâmine Dial), de Marte (Flâmine Marcial) e de Quirino (Flâmine Quirinal). Os flâmines não formavam uma casta e não consistiam em um colégio. Cada flâmine era autônomo e ligado a uma divindade. O flâmine de Júpiter era repleto de proibições: não podia se afastar de Roma, não devia aparecer despido sob o céu (aos olhos de Júpiter), nem ver o exército romano, nem montar a cavalo, devia evitar o contato com as coisas impuras e os mortos ou com aquilo que evocava a morte.
Houve um intervalo de quase setenta anos para a nomeação do Flâmine Dial desde a morte do último em 86 a.C. Um novo sacerdócio só foi inaugurado nos anos 20 a.C., sob o principado de Augusto (r. 27 a.C.–14 d.C.). Este evento, para além de outros, foi celebrado no grande friso do Altar da Paz (Ara Pacis), mostrando Augusto na frente e os outros quatro flâmines o seguindo. A mensagem é a de que o dano causado pelo lapso foi afastado pelo novo pontífice máximo.

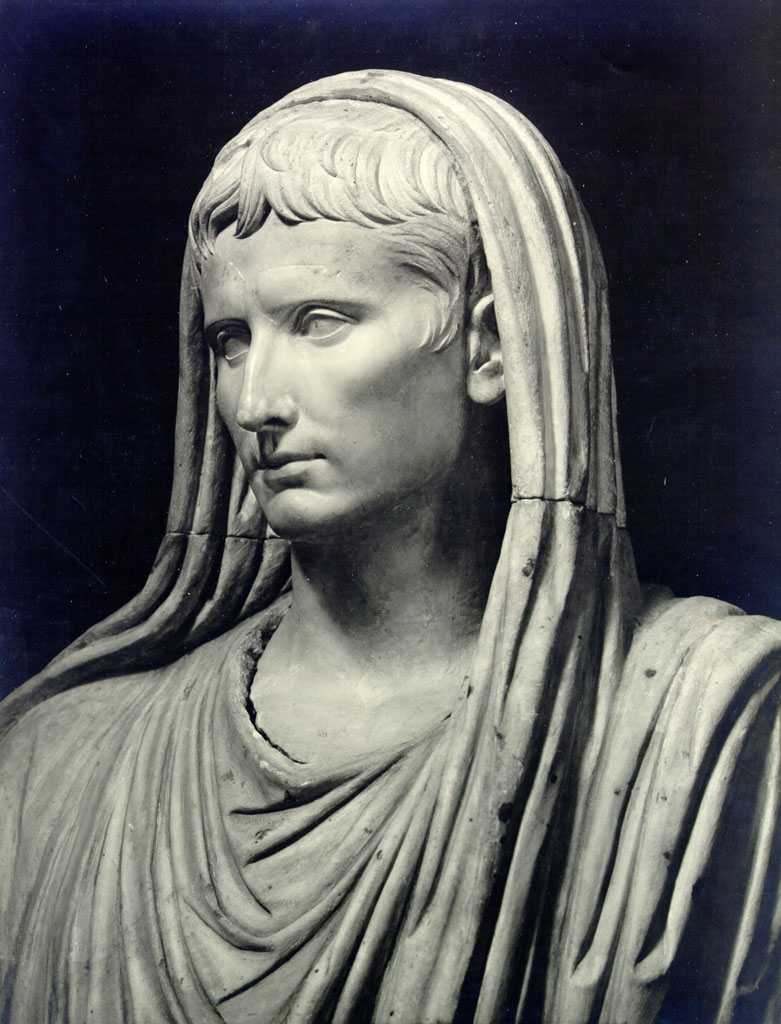
Augusto como pontífice máximo
Estátua no Museu Nacional Romano

### Pontífice
Ao lado flâmine Dial, o pontífice (pontifex) desempenhava, no círculo sagrado do rei, uma função complementar. O colégio dos pontífices, mais precisamente o pontífice máximo (pontifex maximus), de quem os outros eram apenas o prolongamento, dispunha ao mesmo tempo de liberdade e de iniciativa. O pontífice máximo era o líder e falava pelo colégio no senado. Comparecia às reuniões em que se decidiam sobre os atos religiosos, respondia pelos cultos sem titulares e fiscalizavam as festas. No tempo da República Romana, incumbia ao pontífice máximo nomear os flâmines maiores e as vestais, sobre os quais possuía poderes disciplinares e ser o conselheiro e também às vezes, o representante destas últimas. O colégio dos pontífices era composto por 9 membros desde 300 a.C., em outros momentos, eram eleitos por 17 das 35 tribos.

### Vestais

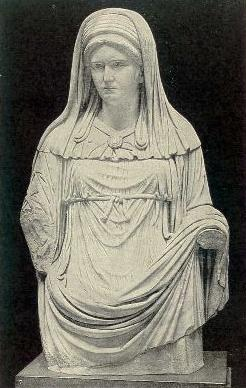
Vestal

As seis vestais estavam vinculadas ao colégio pontificial. Escolhidas entre os seis e os dez anos de idade pelo pontífice máximo, as vestais eram ordenadas por um período de 30 anos. Protegiam o povo romano alimentando o fogo da cidade, que tinham a obrigação de nunca deixar extinguir. Sua força religiosa dependia da virgindade. A condenação de uma virgem vestal por má conduta sexual era um evento raro, porém significativo. A punição era parte de um ritual de purificação do Estado. Por ser sacrossanta, a vestal não podia ser executada. Por isso, era confinada numa câmara subterrânea com uma cama, uma lamparina e um pouco de água e comida, largada para a morte. Cúmplices do sexo masculino eram açoitados publicamente até a morte.
As virgens vestais tinham privilégios dos quais nenhuma outra mulher em Roma podia desfrutar: eram mantidas em condições de luxo, com dinheiro público; eram livres da autoridade paternal; guardavam testamentos e tratados, e podiam elas mesmas ter um testamento; podiam dar depoimentos em cortes sem fazer juramento; até os magistrados mais condecorados tinham que ceder passagem a elas.
As funções desses três tipos de sacerdotes era aconselhar o Senado sobre todos os assuntos referentes aos sacra, aconselhar o povo em temas da lei sagrada, incluindo a lei dos mortos, supervisionar os assuntos da lei familiar (adoção, herança, etc.) e manter os registros do Estado.

### Outros colégios
O colégio augural era tão antigo e tão independente quanto o colégio dos pontífices. Mas o segredo da disciplina foi bem guardado. Sabe-se apenas que os áugures não era convocado para desvendar o futuro - seu papel era esclarecer se este ou aquele projeto era um sinal divino. O colégio dos áugures tinha o mesmo número dos pontífices e eram supervisores e conselheiros sobre os rituais e procedimentos concernentes aos auspícios. Com o tempo, certas técnicas divinatórias de origem helênica e etrusca foram introduzidas em Roma. O método dos arúspices, que consistia em examinar as entranhas das vítimas animais, era uma prática etrusca. Existe uma lista de 60 membros. Eram ocasionalmente consultados pelo Senado.
Existia o colégio dos sálios (Salii), composto por dois grupos de doze membros cada, que dançavam e cantavam na cidade nos festivais de março e outubro. Os lupercos (Luperci) consistiam de dois grupos também, mas o número de membros é desconhecido. Eles corriam pelas ruas da cidade no festival da Lupercália, batendo nas pessoas com chicotes de pele de cabra. Outro colégio era dos Irmãos Arvais (Fratres Arvales), doze membros que cuidavam da manutenção do culto da deusa Dia, numa gruta fora de Roma. Estes três colégios não eram consultados pelo senado.

## Culto privado

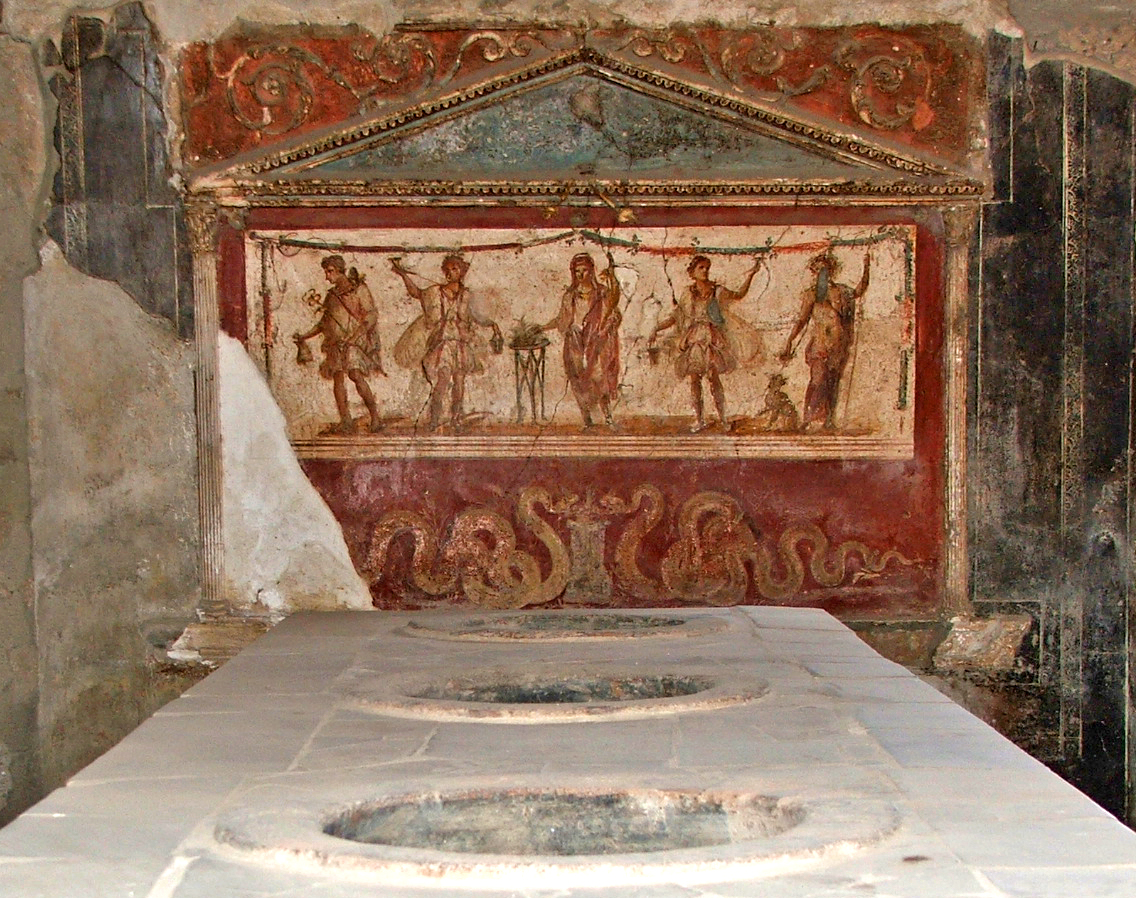
Afresco de Pompeia com a imagem do gênio no centro, flanqueado pelos Penates e os Lares. No extremo esquerdo está Mercúrio, e no extremo direito, Baco

Os romanos expressavam sua devoção aos deuses com [oferendas nos templos e, em santuários domésticos, aos deuses lares, embora fizessem, também, procissões, orações e sacrifícios públicos. O culto doméstico não parece ter mudado muito durante a história romana. O fogo doméstico constituía o centro do culto e nele eram oferecidos sacrifícios alimentares quotidianos. O culto endereçava-se aos penates e ao lares, personificações mítico-rituais dos antepassados, e ao gênio, espécie de "duplo" que protegia o indivíduo. O gênio era a essência abstrata do indivíduo, não existindo em uma forma corpórea.
Os ritos funerários, que terminavam no nono dia após o enterro ou inumação, prolongavam-se no culto regular dos "pais defuntos" (divi parentes) ou manes. Duas festas eram-lhes consagradas: as Parentália, em fevereiro, e a Lemúria, em maio. Durante as Parentália, os magistrados não ostentavam suas insígnias, os templos eram fechados, os fogos extintos sobre os altares e não se contraía casamento. Os mortos retornavam e se serviam do alimento depositado sobre os túmulos. Mas era sobretudo a pietas que apaziguava os antepassados.
Durante os três dias dos Lemúria (9, 11 e 13 de maio), os mortos ("lemures") retornavam e visitavam as casas de seus descendentes. A fim de apaziguá-los e de impedir que arrastassem consigo alguns vivos, o paterfamilias enchia a boca de favas pretas e, enquanto cuspia, pronunciava nove vezes as seguintes palavras: "Com estas favas redimo a mim e os meus." Finalmente, fazendo barulho com um objeto de bronze para amedrontar as sombras, repetia nove vezes: "Manes de meus pais, afastem-se daqui".
Eram os rituais que garantiam as relações entre o homem e a religião. Garantir os ritos representava a certeza da manutenção da sociedade como a queriam, ordenada e segura. Ao respeitar as regras de comportamento, como o respeito aos deuses, sobretudo em seus espaços, ao curvar-se sob a autoridade dos rituais, o cidadão garantia a ordem social e a paz divina.

## Feriados e festivais

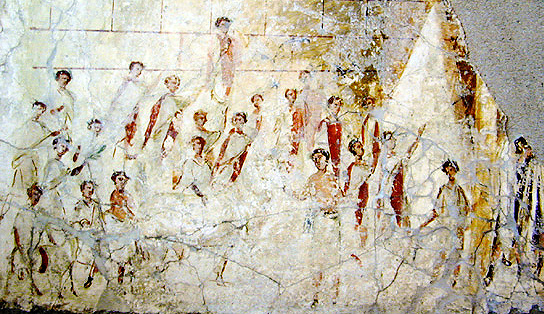
Este afresco mostra um homem romano celebrando um festival religioso, provavelmente a Compitália

O calendário romano mostra cerca de quarenta festivais religiosos. Alguns duram muitos dias, outros apenas um ou menos. Através do calendário romano que se conhece hoje, supõe-se que festivais oficiais eram organizados em largos grupos sazonais que incluíam diferentes tradições locais. Alguns dos festivais mais antigos e populares incorporaram jogos (ludi; tais como corridas e apresentações teatrais). Outros festivais necessitavam apenas da presença e de ritos de seus sacerdotes, ou de grupos menores, como as mulheres no rito de Bona Dea.
Outros festivais públicos não estavam no calendário e ocorriam devido a outros eventos. O triunfo de um general romano era celebrado como o cumprimento de votos religiosos, apesar destes tenderem a ser ofuscados pelo significado político e social do evento. Durante a República, a elite política competia para superar uns aos outros em exibições públicas, e aos jogos foram incluídas competições de gladiadores. No Principado, todo tipo de exibição ficou sob o controle do imperador: os maiores foram subsidiados pelos próprios imperadores, e os eventos menores eram providenciados por magistrados como um dever sagrado. Festivais e jogos adicionais podiam celebrar aniversários. Outros, como os tradicionais jogos seculares republicanos, marcavam uma nova era (saeculum) e eram importantes para manter valores tradicionais e uma identidade romana comum.
O significado e origem de muitos festivais arcaicos confundiam até mesmo a elite intelectual romana, mas quanto mais obscuros eram, maior era a oportunidade para a reinvenção e reinterpretação - algo que não foi perdido nem no programa de reforma religiosa de Augusto, nem com seu "criador de mitos" da época, Ovídio. Nos Fastos Capitolinos, um longo poema escrito por este e que trata dos feriados romanos de janeiro a junho, Ovídio apresenta um olha único ao saber antigo de Roma e a costumes populares e práticas religiosas que se tornam imaginativas, divertidas e indecentes. É um trabalho descritivo, de imaginação e etimologia poética que reflete o amplo humor e espírito burlesco de respeitáveis festivais como os da Saturnália, Consuália e a festa de Ana Perena nos Idos de março, onde Ovídio trata o assassinado do recém-deificado Júlio César como totalmente fortuito para as festividades entre a população romana.
Todavia, calendários oficiais preservados de diferentes épocas e lugares também mostraram a flexibilidade na omissão e adição de eventos, indicando que não havia um calendário estático e autoritário exigido. No final do império, sob regras cristãs, novos festivais cristãos foram incorporados pelo quadro romano que já existia, ao lado de pelo menos alguns dos festivais tradicionais.

## Rituais de interação religiosa
Com a expansão de Roma, houve uma gradual adoção dos ritos romanos nas cidades do império por diversos motivos, como a obtenção de direitos políticos, a existência de comunidades romanas nessas cidades e elites locais com interesses nos cultos romanos, mas o principal motivo gerador dessa mudança foram as relações entre Roma e essas cidades como a presença do exército romano ou os laços sociais com Roma, por exemplo.

### Interpretatio
O principal mecanismo pelo qual a cultura romana teria entrado nas províncias seria a lei. Dentre esses mecanismos se destaca a interpretatio, através da qual se aceitava a equivalência entre os deuses locais e deuses estrangeiros através dos seus atributos em comum. É por isso que a visão comum que se tem da religião romana é que é derivada da religião grega, já que essa equivalência é bastante evidente nesse caso. O termo interpretatio seria mais correto do que o termo sincretismo, devido ao sentido pejorativo que este recebeu na época moderna.
Os casos mais famosos da interpretatio são provenientes da comparação entre deuses romanos e gregos: Zeus e Júpiter, Ares e Marte, Atena e Minerva e Hera e Juno. Porém, outros deuses vindos das províncias também foram associados, como o celta Dagda e Júpiter e a frígia Cibele e Magna Mater.

### Acclamatio
Na Roma Antiga, as divindades romanas tinham dias regulares de festas, mas sua "presença" não era certa, precisando do convite - a um ritual, festival ou a vir em socorro dos celebrantes - e do esforço daqueles que a convidam para atrair sua presença. Um desses recursos é a acclamatio. O termo acclamatio remete à criação de versos para "pedir em voz alta em favor ou contra alguém".
As acclamationes eram fórmulas rituais vocalizadas perante uma audiência com intuito de se obter a aprovação tanto por parte da divindade como da audiência, elementos fundamentais na comunicação entre os humanos e os deuses. Havia também elementos específicos do ritual, como vestimentas específicas, hinos, preces, performances musicais, e sinais aromáticos de perfumes e incensos, vinho e carnes queimando no altar. As acclamationes tinham três funções:
- Função propiciatória, para atrair a atenção da divindade;
- Função testemunhal, confirmando o poder da divindade e convidando-a a proteger aquele que a celebrava;
- Função de instauratio (repetição), que servia para reconciliar alguém com uma divindade ou para retomar um rito no qual tenha ocorrido alguma falha, o que era mais comum.[18]

### Euocatio
A euocatio era um ritual antigo de guerra, realizado no acampamento romano, que prometia às divindades dos povos inimigos que seriam recebidas em Roma e cultuadas. Dessa forma, primeiro convidava a divindade com a acclamatio e, depois, se realizava a euocatio. Esse ritual "revela uma concepção indo-europeia totalmente oposta à dos semitas: o deus adversário não é um inimigo que tem que morrer com seu rei e com seu povo; é disponível e assimilável". Para Le Bonniec, a euocatio seria um rito de exceção; para outros historiadores, euocatio seria um dos fundamentos da interpretatio,

## Cultos estrangeiros
Na Roma Antiga,com o passar dos séculos, diferentes cultos e divindades foram incluídos ao sistema religioso da cidade. Embora por muito tempo as pesquisas históricas tenham apontado para uma imutabilidade da realidade ritual, novas tendências vêm sendo direcionadas para um intenso processo de apropriações e renovações dos cultos estrangeiros.
Apesar da tolerância que os romanos tinham com os cultos, deuses, deusas e ritos estrangeiros, esta não era de princípio. Ao que tudo indica, eles eram tolerantes ao que não parecia ser perigoso, e o contrário ocorria quando algo lhes indicava perigos, como no caso do incidente das Bacanais ocorrido durante a República e citado em Tito Lívio. Porém, no geral, não tinham problemas com muitos cultos e divindades pela semelhança que estes tinham aos seus tradicionais - a interpretatio explicada acima.
Mediante uma aceitação formal do senado, que possuía posição central na dinâmica da religião, incluindo os cultos, templos e os festivais, muitos cultos estrangeiros entraram na cidade de Roma. A "permissão" de entrada ocorria quando a religiosidade do "outro" era atestada como não perigosa à cidade e ao povo romano.
Variando no tempo, na divindade, na necessidade e na ocasião de sua entrada, alguns deuses e deusas tiveram seus cultos e festivais incluídos no calendário oficial romano, assumindo regularidade, aumentando a importância e tornando-se público, pro populo, ou seja, com suas despesas bancadas pelo Estado romano e direcionados ao povo de Roma.
A exemplo dessa integração e oficialidade dos cultos, temos o caso de Magna Mater, que tem sua entrada oficial em Roma no século III a.C., bem como o de Ísisno século I d.C.

### Culto de Ísis

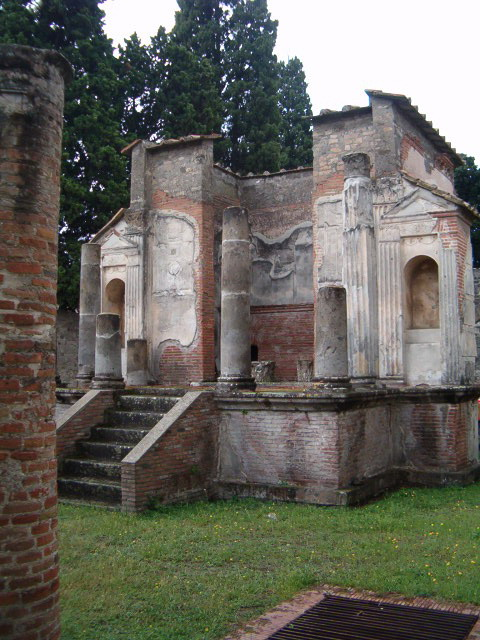
Templo da deusa egípcia Ísis em Pompeia

Um dos exemplos mais conhecidos de cultos estrangeiros adotados pelos romanos é o culto à deusa egípcia Ísis. Ísis ficou conhecida pelos romanos a partir da fundação de Alexandria em 332−331 a.C. próximo ao Delta, região que foi dominada com a conquista de Alexandre, o Grande. O culto à deusa Ísis foi introduzido em Roma ainda não oficialmente por Tibério Graco (163−132 a.C.), o pai dos dois grandes tribunos, porém foi depois proscrito. Durante o Principado, outros deuses egípcios apareceram nos cultos de Roma, como Osíris, (marido-irmão de Ísis).
Porém, o culto só foi oficialmente autorizado pelo imperador Calígula (37-41 d.C.), que também foi o responsável pelo culto ser introduzido no calendário romano, que era organizado de acordo com as datas festivas. Ísis era a deusa de devoção de Calígula e de muitos outros romanos. O culto à deusa também foi conhecido em outras partes do mundo antigo, como a Britânia, pois, com a expansão do Império Romano, expandiram-se também seus cultos e costumes, no processo cultural que chamamos de romanização. Ísis foi facilmente aceita pela população romana nas províncias, e o fato de seu culto ter sido adotado por um imperador facilitou esse processo.

### Imperialismo romano e os "outros"
A partir dos processos de romanização, que se estabeleceram na relação entre as identidades culturais provinciais e a cultura romana, a cidade de Roma teve acesso e ativa interação com cidades, povos, culturas e religiões diferentes da sua e diferentes entre si, o que levou, inicialmente, a um intenso choque de costumes e hábitos.
Quando Roma inicia seu processo expansionista e imperialista, diferentes povos e cidades são integrados ao seu domínio e às suas práticas políticas, econômicas e militares, o que gerou trocas culturais muito frequentes e mudanças nas formas de cultuar certas divindades, bem como a inclusão de outras ou de certos ritos ao cotidiano romano.
Observando-se a situação da integração religiosa das províncias em relação ao imperialismo romano, destaca-se mais uma vez a questão da interpretatio, que pela definição das professoras Norma Musco Mendes e Uiara Otero, pode ser entendida como

"a identificação dos deuses nativos com equivalentes romanos, seja pela associação do nome do deus nativo à divindade romana, seja pela latinização pura e simples do nome da divindade indígena, o que comumente e erroneamente nos faz acreditar, por exemplo, que divindades como Júpiter e Zeus eram a mesma, porém elas foram interpretadas, a partir de semelhanças, e retratadas como uma só, por fins, normalmente, políticos. Somando-se a isso, percebe-se, e ainda a partir dos estudos das autoras acima citadas, que a integração de novas divindades, cultos e festivais não se fundamentava na benevolência, mas no temor e na precaução em não desafiar os deuses dos ‘outros’, os quais poderiam ser úteis aos romanos".